# Carlo Muletti
Carlo Muletti (Saluzzo, 3 agosto 1786 – Verzuolo, 23 marzo 1869) è stato uno storico e scrittore italiano.

## Biografia
Figlio di Delfino Muletti (1755-1808), discendente di un'antica famiglia saluzzese, è noto per aver reso alla città di Saluzzo la più completa ed esaustiva opera del marchesato di cui essa è stata capitale: le Memorie Storico-Diplomatiche appartenenti alla città ed ai marchesi di Saluzzo, opera già concepita dal padre, poi completata ed ampliata da Carlo insieme alle illustrazioni del fratello Felice.
Fu deputato del Regno di Sardegna negli anni 1858-1859, nominato socio corrispondente della Reale Accademia delle Scienze di Torino, membro della Commissione Superiore sopra gli studi di storia patria; ricevette la medaglia d'oro con relativa pensione annua dall'Ordine Civile di Savoia. Negli ultimi anni della sua vita fu insignito con la Croce di Cavaliere dell'Ordine Mauriziano.
Amico fidato di Silvio Pellico, a lui si deve il monumento eretto a Saluzzo ed inaugurato nel 1863 in onore dell'autore de Le Mie Prigioni. Sempre a Muletti è da attribuire l'impulso alla pubblicazione della raccolta delle poesie del Pellico.
Così scriverà Silvio Pellico in dedica all'amico:
Che pii vergaron le memorie avite,
Spanda grazia immortal l’Onnipossente!»
(Silvio Pellico, Saluzzo, vv. 22-24, in Poesie inedite, vol. I, Torino 1837)
Nel 1854 il comune di Saluzzo decise di ricordare in modo perenne i suoi più illustri cittadini, e fu a Carlo che affidò l'incarico di dettare l'iscrizione delle lapidi marmoree che ancora oggi è possibile ammirare a pian terreno del Palazzo Comunale, fra cui quella di suo padre.
Visse per oltre mezzo secolo a Verzuolo, dove ricoprì importanti cariche: fu chiamato ad esercitare il servizio di esattore del mandamento di Verzuolo; divenne consigliere comunale, condirettore dell'asilo infantile e tesoriere delle quattro congregazioni di carità.
Morì nella sua casa il 23 marzo 1869, alle ore otto di mattina come recita l'atto di morte. Venne sepolto nel cimitero di Verzuolo nella tomba di famiglia tre giorni dopo, il 26 marzo.
Casa Muletti, quella che fu la sua dimora per oltre mezzo secolo, è ancora in piedi, nell'omonima via (al n. 20) a lui dedicata con delibera del Consiglio Comunale di Verzuolo datato 29 settembre 1901.
Un dipinto che lo raffigura con la sua Storia di Saluzzo ancora oggi è collocato nella sala consigliare del Comune di Verzuolo.